# Bundesautobahn 94
La Bundesautobahn 94, abbreviata anche in BAB 94, è una autostrada tedesca che collega la tangenziale della città di Monaco di Baviera con la città di Burghausen. Si parla inoltre di completare l'autostrada verso est, collegandola alla BAB 3 tra il confine austriaco e la città di Passavia.

## Percorso
| BAB 94 |           |                          |       |                |                |
| Tipo   | n° uscita | Indicazione              | km    | Corrispondenze | Strada europea |
|        | 1         | Munchen Steinhausen      | 0,0   |                |                |
|        | 2         | Munchen Zamdorf          | 1,5   |                |                |
|        | 3         | Munchen Daglfing         | 2,6   |                |                |
|        | 4         | Munchen Am Moosfeld      | 3,4   |                |                |
|        | 5         | Munchen Riem             | 4,6   |                |                |
|        | 6         | Feldkirchen West         | 6,3   |                |                |
|        | 7         | Feldkirchen Ost          | 8,0   |                |                |
|        | 8         | Quadrivio di Munchen Ost | 9,9   |                |                |
|        | 9a        | Parsdorf                 | 12,2  |                |                |
|        | 9b        | Markt Schwaben           | 15,9  |                |                |
|        | 10        | Anzing                   | 17,6  |                |                |
|        | 11        | Forstinning              | 20,4  |                |                |
|        | 12        | Hohenlinden              | --    |                |                |
|        | 13        | Pastetten                | --    |                |                |
|        | 14        | Lengdorf                 | --    |                |                |
|        | 15        | Dorfen                   | --    |                |                |
|        | 16        | Schwindegg               | --    |                |                |
|        | 17        | Heldenstein              | --    |                |                |
|        | 18        | Waldkraiburg / Ampfing   | --    |                |                |
|        | 19        | Muhldorf West            | 106,6 |                |                |
|        | 20        | Muhldorf Nord            | 96,7  |                |                |
|        | 21        | Toging                   | 92,5  |                |                |
|        | 22        | Altotting                | 87,7  |                |                |
|        | 23        | Neuotting                | 85,4  |                |                |
|        | 24        | Neuotting Ost            | 80,8  |                |                |
|        | 25        | Burghausen               | 74,6  |                |                |
|        |           | Tratto in costruzione    |       |                |                |
|        | 30        | Malching                 | --    |                |                |
|        | 31        | Kirchham                 | --    |                |                |
|        |           | Tratto in costruzione    |       |                |                |